# مسجد والده خان
مسجد والده خان (ترکی استانبولی: Valide Han cami) مسجدی قدیمی که در سال ۱۳۲۹ خورشیدی مصادف با ۱۹۵۱ میلادی توسط ایرانیان ترکیه در محله خان والده از ناحیه فاتح اروپایی استانبول در ترکیه بنیان‌گذاری شده‌است. این مسجد در محله‌ای واقع شده‌است، که ایرانیان مقیم استانبول حضور چشمگیری در این محله و مسجد، علی‌الخصوص در ماه محرم دارند.